# Zaqatala

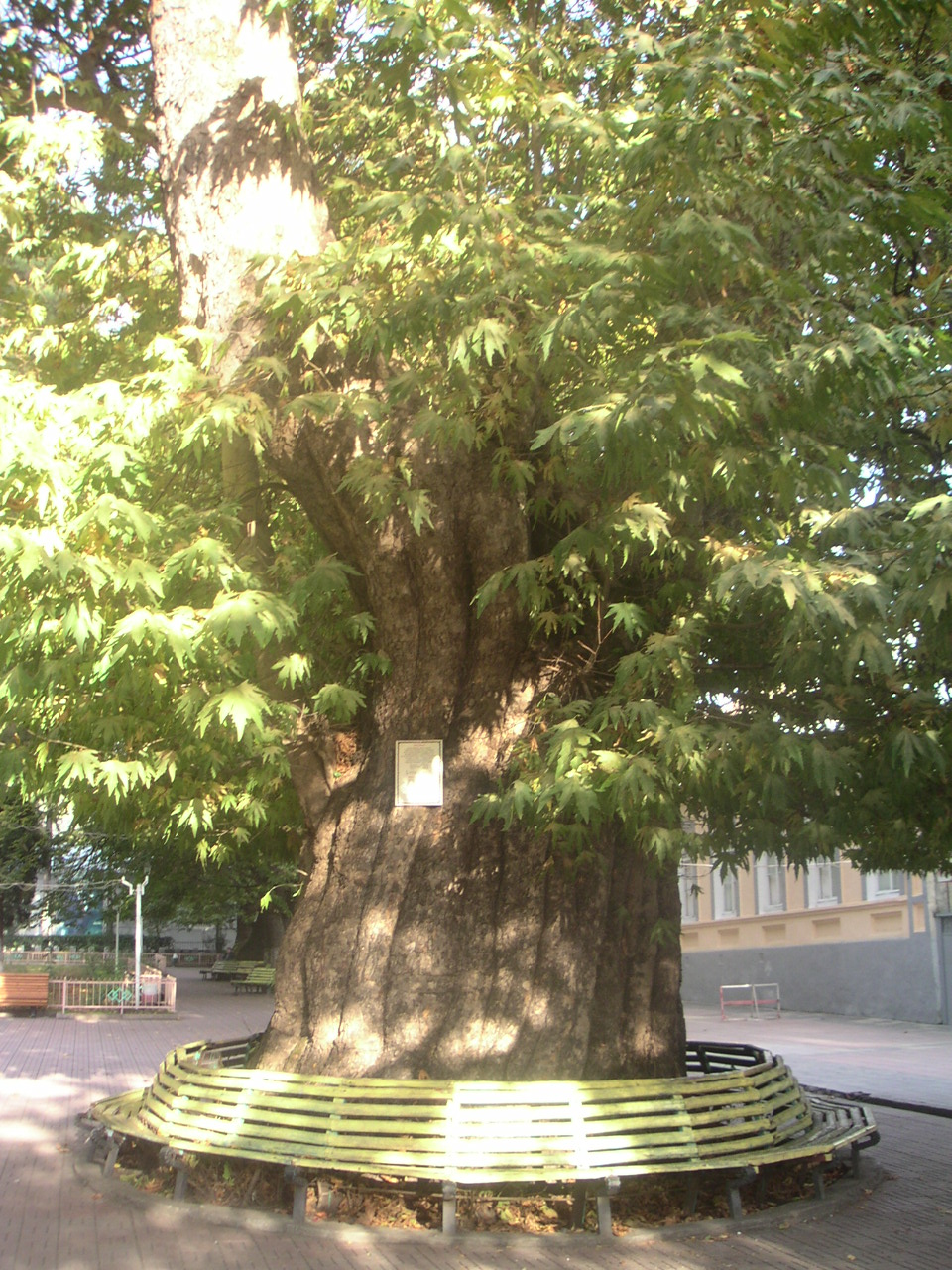
Platane dans un parc de Zaqatala

Zaqatala (en azéri : Zaqatala, autrefois en géorgien : ზაქათალა, Zaqatala; puis en russe : Закаталы, Zakataly ; en avar : Зактала,  Zaktala) est une ville d'Azerbaïdjan et le chef-lieu administratif du raïon du même nom situé entre la Géorgie et le Daghestan.
Sa gare se trouve sur la ligne Ievlakh-Belokany. Sa population s'élevait à 32 171 habitants en 2020.

## Histoire
Le territoire de Zaqatala moderne était autrefois une province de l'Albanie du Caucase. Après cela, la région était un royaume distinct sous l’influence culturelle et politique géorgienne. À l'époque médiévale, ce qui deviendra plus tard connu sous le nom de Saingilo était principalement contrôlé par le royaume de Géorgie et de Shirvan.
Au Moyen Âge, sept écoles géorgiennes fonctionnaient à Saingilo, qui comprenaient des cours de théologie, de philosophie, d'orthographe, d'histoire de l'Église et d'histoire de la Géorgie et pour les étudiants. Ces écoles jouaient un rôle culturel et éducatif essentiel. Ils ont apporté une contribution essentielle à l'établissement de relations culturelles entre les peuples du Caucase.
Zaqatala possède plusieurs sites d'importance historique, dont la plupart sont centrés sur son centre-ville du XIXe siècle. La place principale, anciennement appelée place Lénine, abrite deux platanes vieux de 700 ans.
L'élément le plus important de la ville est une forteresse en ruine (russe : "Кала"), construite dans les années 1830 par les forces d'occupation russes pendant la guerre du Caucase pour défendre la ville des rebelles (voir la ligue Djaro-Belokani). Dans les années 1850, la ville fut le théâtre de batailles entre les Russes et le leader du Daghestan, l'Imam Chamil. C'était le centre du Zakatal Okrug (« district ») du gouvernorat de Tiflis entre 1893 et 1905. Il fit brièvement partie de la République fédérative démocratique de Transcaucasie en 1918 avant de passer à la République démocratique d'Azerbaïdjan et plus tard à la RSS d'Azerbaïdjan.
Au XXe siècle, la ville et sa forteresse sont devenues plus célèbres lorsque la forteresse a été utilisée comme l'une des prisons pour l'équipage mutin du cuirassé Potëmkine, dont les actions lors de l'échec de la Révolution de 1905 étaient un précurseur à l’éventuelle Révolution de 1917. Cependant, à la fin des années 1980, la forteresse était dans un état négligé et extrêmement délabré et son espace était utilisé comme pâturage pour le bétail en été. La statue d'un des mutins érigée à l' époque soviétique orne encore aujourd'hui le parc Heydar Aliyev non loin de la forteresse. Actuellement, la forteresse abrite encore une garnison militaire ainsi que plusieurs immeubles d'habitation de style soviétique . Près de la partie nord des remparts et à côté de la place principale se trouve une belle église abandonnée. La ville arbore désormais une nouvelle mosquée de grande taille.

## Géographie
Zaqatala se trouve sur les bords de la rivière Talatchaï, affluent de l'Alazani, dans les contreforts méridionaux du Grand Caucase.

## Population
Selon le recensement de l'Empire russe de 1897, la population de la ville, alors capitale de l'okroug de Zakataly, comprenait 3 009 habitants dont 1 400 (46,5 %) Lezguines, 589 (20 %) Avars, 299 (9,9 %) Azéris (appelés alors Tatars), 258 (8,6 %) Russes, 191 (6,3 %) Géorgiens, etc.
Les Russes sont partis à partir des années 1970-1980. Aujourd'hui la ville est majoritairement peuplée d'Azéris avec une minorité d'Avars.
La ville est aujourd'hui, et ce contrairement au reste du pays, majoritairement sunnite car proche du Daghestan.

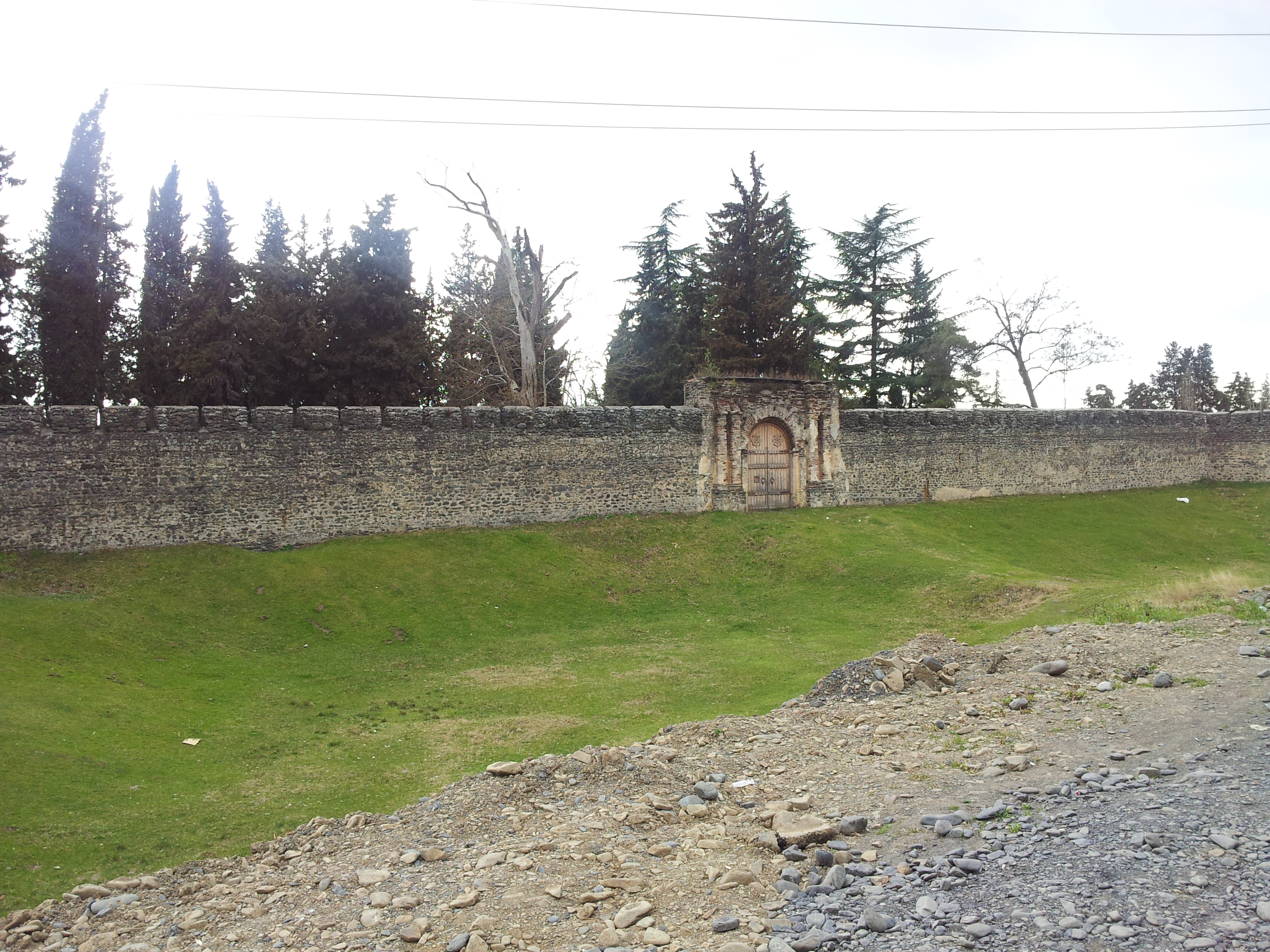
Forteresse de Zaqatala

## Personnalités liées à la commune
- Messoud Efendiev, mathématicien azéri né en 1953.
- Mikhail Avakov, danseur étoile né en 1959.